# Jaoi
A jaoi (やおい; Hepburn: yaoi) japán kifejezés olyan mangákra, dódzsinsikre vagy animékre, amelyekben homoszexuális férfi-férfi kapcsolat jelenik meg. A sónen-ai-jal ellentétben a jaoi középpontjában a szexualitás áll, így nemi aktust is ábrázol.

## Gyökerei
A jaoi – mint férfi homoszexualitás – nem kizárólagos japán fogalom, de Japánban vált igazán kultusszá.[forrás?] Az ókori Görögországban bizonyos keretek között elfogadott volt a homoszexualitás, ezt leszámítva néhány törzsi kultúrán kívül, ahol a homoszexuálisokat küldöttnek, szentnek, különleges és tiszteletre méltó lényként kezelték, a világ legtöbb országában ez rejtegetni való, sokszor büntetendő fogalomnak számított.
A japán irodalom első regénye, a Gendzsi szerelmei is érinti futólag a férfiszerelem tárgykörét, és azt követően mind a szamurájok, mind a buddhista papság jellegzetes velejárójaként kezelték. Az első gésák is férfiak voltak, a kabuki színdarabokban a férfiszerepeket is nőimitátorok, azaz onnagaták játszották – ez ismét csak ahhoz az ókori görög elgondoláshoz csatlakozik, hogy egy férfi (harcos) számára egy nő sosem lehetett szellemi partner, ezért a magas rangú férfiak egyrészt plátói vonzalom, másrészt szexuális együttlétek lévén keresték más férfiak társaságát.
Erre a szellemi alapra épített a manga művészek egy csoportja, akik a „csodálatos negyvenkilencesek” néven híresültek el (egy csapat többségében 1949-ben született hölgyről van szó), akik a hetvenes években elkezdtek a sónen-aijal (sónen: fiú, ai: szerelem) kísérletezni. A sónen-ai egy viszonylag „szoft” műfaj volt ekkor, vagyis inkább a férfiak közti bajtársiasságból vagy barátságból kifejlődő szerelmet ábrázolta romantikus formában, a legkomolyabb aktus talán az ölelkezés és a csók volt.
A sónen-ai szót hamarosan egy új kifejezés váltotta fel, a „june”,[forrás?] amelyet az azonos nevű June magazinból vettek át az olvasók – ez a mangagyűjtemény ugyanis előszeretettel jelentetett meg férfiszerelemről szóló mangákat.
A jaoi a sónen-aiból fejlődött ki, és tulajdonképpen egy mozaikszó a „jama nasi, ocsi nasi, imi nasi” kifejezés előtagjaiból összerakva, ami magyarul a következőt jelenti: „nincs beteljesülés, nincs ígéret, nincs jelentőség”. Ebből is érződik, hogy a jaoi egy fokkal „keményebb” hangvételű a sónen-ainál, itt a plátói szerelmen kívül már helyet kap a szex grafikus megjelenítése is, olykor kínos vagy biológiai pontossággal is (divatosak az ún. „keresztmetszeti” képek, amelyen a hímvesszőt a partner testében látjuk behatolva). A jaoiban sokszor előfordul a nemi erőszak is, illetve kezdenek határozottan elkülönülni a nőies, illetve férfias homoszexuális archetípusok.
Részben azért, mert a sónen-ai „újrafelfedezői” nők voltak, a műfaj – és így utódműfaja, a jaoi is – elsősorban a nők és lányok körében kedvelt. A fiatal japán lányok (a hetvenes években legalábbis) nagyon visszahúzódóak voltak, férfitestet ritkán láttak, így izgatta a fantáziájukat, milyen lehet a nemi kapcsolat egy férfival. Mivel a képzelőerejük is „félénk” volt, legtöbbször egyszerűbbnek érezték, ha a vágyott férfit egy másik férfi karjaiba képzelik el. Napjainkban, amikor a japán fiatalok már könnyedén hozzájuthatnak pornográf tartalmú magazinokhoz, inkább az az elv dominál, hogy „egy szép férfitest az erotikus, két szép férfitest egymáson az kétszer olyan erotikus”.

## Szeme és uke
A jaoi két résztvevőjének kapcsolaton belüli pozícióját gyakran írják le a szeme (攻め vagy せめ; Hepburn: seme) és az uke (受け vagy うけ) japán szóval.
A szeme a domináns résztvevő („attacker”), míg az uke a passzív fél („receiver”).
A szeme szó a szemeru igéből származik, jelentése – támadni, az uke pedig, az ukeru igéből, mint befogadni. 
Ezen kívül a párok lehetnek még reversible-ök, tehát felcserélhetők, lásd az Ai no kuszabi Iasonját és Rikijét, akik váltakozva vetik alá magukat e szerepköröknek.

### A szeme
A szeme általános jellemzői: fizikailag erőteljes, magasabb, oltalmazó, vagy épp látványosan destruktív. Esetenként a karakter szakmáját is ehhez igazítják, pl. gengszter, főellenség, főnök.
Például: 
- Aszami Rjúicsi– a Finder sorozat (Finder Series vagy Target in the Finder címen) egyik főhőse – elegáns bűnöző.
- Iason Mink – az Ai no kuszabi szereplője, Tanagura város ura.
- Agacuma Szóbi – a Loveless egyik főszereplője

### Az uke
Az uke: érzelgősebb, tapasztalatlanabb, alacsonyabb, esetleg hosszú hajú (a haj hossza nem determinál ukét), finomabb testfelépítésű. Van amikor élete első szexuális élményét köszönheti a szemének, sőt gyakran nem önszántából vesz részt benne.
Például: 
- Takaba Akihito – a Finder-sorozat egyik főhőse – fiatal, törekvő fotós.
- Riki – az Ai no kuszabi szereplője, Iason Mink szexrabszolgája.
- Aojagi Ricuka – a Loveless szereplője

## Dódzsinsi
A jaoi dódzsinsi (同人誌) önerőből publikált japán munka, rendszerint manga, vagy novella. Gyakran művelik amatőrök. A meghatározás a dódzsin (同人, „azonos személy”) és a si (誌, „magazin”) szóból származik. Durva fordításban: magazin azonos érdeklődésű emberek számára.
A tartalma változó lehet, bár rendszerint egy már meglévő történet az ihlet forrása.
A dódzsinsit olyan amatőr mangarajzolók és rajongók találták ki, akik elégedetlenek voltak a meglévő történetek (filmek, zenekari felállások, animék, mangák stb.) szexuális viszonyaival, és szerették volna kedvenc szereplőiket intim helyzetekben látni.
A jaoi dódzsinsik olyan kiadványok, amelyekben az eredetileg heteroszexuális, nőnemű partnerrel rendelkező; vagy egymáshoz baráti kötődéssel viszonyuló férfiszereplőket „összeboronálják”. (Az utóbbi két év legnépszerűbb ilyen párosa a Death Note sorozat két hőse, Jagami Light és L.)
Divatos téma továbbá, hogy az ellenfelek (pl. a Ruróni Kensin című sorozatban Himura Kensin és Sinomori Aosi) egymásnak feszülő agresszív energiáit, mintegy feszültségoldás gyanánt, szexuális irányba terelik. 
Léteznek továbbá olyan dódzsinsik is, amelyek az egyik férfi karaktert nőként ábrázolásával próbálják „elfogadhatóbbá” tenni a két szereplő kapcsolatát.

## Külső hivatkozások
- Slash.lap.hu – yaoi és slash linkgyűjtemény 18+